# Lesnica (Zajasz)
Lesnica (macedónul: Лешница, albánul Leshnica) település Észak-Macedóniában, a Délnyugati körzet Kicsevói járásában, 2013-ig a Zajaszi járás része volt, ami teljes egészében beolvadt a Kicsevói járásba.

## Népesség
| Lakosok száma | 264  | 290  | 302  | 320  | 282  | 68   | 178  | 219  | 95   |
|               | 1948 | 1953 | 1961 | 1971 | 1981 | 1991 | 1994 | 2002 | 2021 |

2002-ben 219 lakosa volt, akik közül 182 albán és 37 macedón.